# Shropshire
Shropshire (kiejtése: /ˈʃrɒpʃər/ vagy /ˈʃrɒpʃɪər/) Anglia egyik ceremoniális megyéje és egyben egységes hatósága (unitary authority) a West Midlands régióban. Északon Cheshire, keleten Staffordshire, délkeleten Worcestershire, délen Herefordshire megyékkel, nyugaton pedig Wales Powys és Wrexham elsődleges területeivel (principal area) határos. Közigazgatási székhelye Shrewsbury.
Az egységes hatóság és a ceremoniális megye közötti különbség, hogy az utóbbihoz hozzátartozik Telford and Wrekin egységes hatósága is. 
Shropshire egységes hatóság lakossága 310 121, míg a ceremoniális megyéé 473 900 fő.

## Története
Shropshire neve Shrewburyshire-ből (eredeti óangol formájában Scrobbesbyrigscīr) rövidült. Az ókorban a cornovii kelta törzs élt Shropshire-ban; szállásterületük kiterjedt a szomszédos mai megyékre és Powys keleti felére is. A római hódítás előtt központjuk a The Wren 400 méter magas dombra épült erődben lehetett. Ptolemaiosz 2. századbeli Geográfiája említi római kori fővárosukat, Viroconium Cornoviorumot (a mai Wroxeter). Miután a rómaiak elhagyták Britanniát, Shropshire Powys walesi királysághoz tartozott, majd a 8. században az angolszász Offa merciai király csatolta országához. Offa egy 240 km hosszú sánccal határolta el Merciát Walestől, ez a mai napig megtalálható Shropshire-ben is. 
A normann hódítás után a helyi birtokokat normannok kapták. A legnagyobb birtokos Roger de Montgomerie volt, aki Shrewsburyban jelentős építkezéseket kezdett. Az ellenséges walesiek ellen épült Shrewsbury és Ludlow vára; az angol-walesi határ csak a 14. századra lett végleges. 
A shropshire-i Coalbrookdale-t tekintik az angol ipari forradalom egyik bölcsőjének, ahol a 18. század elején megkezdte működését I. Abraham Darby kokszoló és vasolvasztó üzeme. A megyében szén, vasérc, rézérc és ólomlelőhelyek is vannak és a Severn folyó kényelmes lehetőséget biztosított az áruszállításra. Az ipari fejlődés egyik korai gócpontja az Iron Bridge-szurdok, ahol az Iron Bridge-et (vashíd), a világ első, teljes egészében vasból készült hídját építették 1781-ben. 

## Földrajza
Shropshire területe 3 487 km², amivel a 48 angol ceremoniális megye közül a 13. A megye földrajzilag két, jól elkülönülő részre oszlik, az északi síkságra és a déli dombvidékre. A síkság egybefügg az alacsonyan fekvő és termékeny Cheshire-i síksággal és ide koncentrálódnak a nagyobb városok és a lakosság zöme. A régió déli részén folyik át a Severn. 
Dél-Shropshire kevésbé urbanizált és domborzatát dombvonulatok, folyóvölgyek jellemzik; erre inkább megmaradtak az erdők is. Az északi növénytermesztés helyett itt inkább a legeltetéses állattenyésztés a mezőgazdaság fő formája. A legnagyobb település, Bridgenorth is alig haladja meg a 12 ezer lakost. Itt található a megye legmagasabb pontja is, az 540 méteres Brown Clee Hill.
A klíma mérsékelt, az éves csapadék 760-1000 mm között változik, a nyugatról érkező esőfelhőket részben feltartóztatja a walesi Cambriai-hegység. A délnyugati dombság érezhetően hidegebb az északi síkságnál, itt mérték az abszolút angol hidegrekordot is: -26,1 °C-ot 1982 januárjában.  

## Közigazgatás és politika

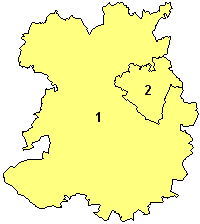
Shropshire térképe

Shropshire-t 2009-ig öt kerületre osztották, akkor azonban egyetlen egységes hatóság alá rendelték az egész megyét. A ceremoniális megyéhez tartozó másik hatóság, Telford and Wrekin 1998 óta független.
1. Shropshire
2. Telford and Wrekin

A megye 5 képviselőt küldhet a parlament alsóházába. A 2015-ös választások után valamennyi a Konzervatív Párt jelöltje volt.    
A megye nagyobb települései: Telford (138 241 fő), Shrewsbury (71 715 fő), Oswestry (15 613 fő), Bridgnorth (12 212 fő), Newport (10 814 fő), Ludlow (10 500 fő), Market Drayton (10 407 fő). 

## Gazdaság
A ceremoniális megye gazdasága 1995 és 2003 között 4,1 milliárd fontról 5,9 milliárdra nőtt; ezen belül a mezőgazdaság 266 millióról 218 millióra csökkent, az ipar 1,5 milliárdról 1,7 milliárdra növekedett, a szolgáltatások pedig 2,4 milliárdról 4 milliárdra bővültek. 

## Híres shropshire-iek

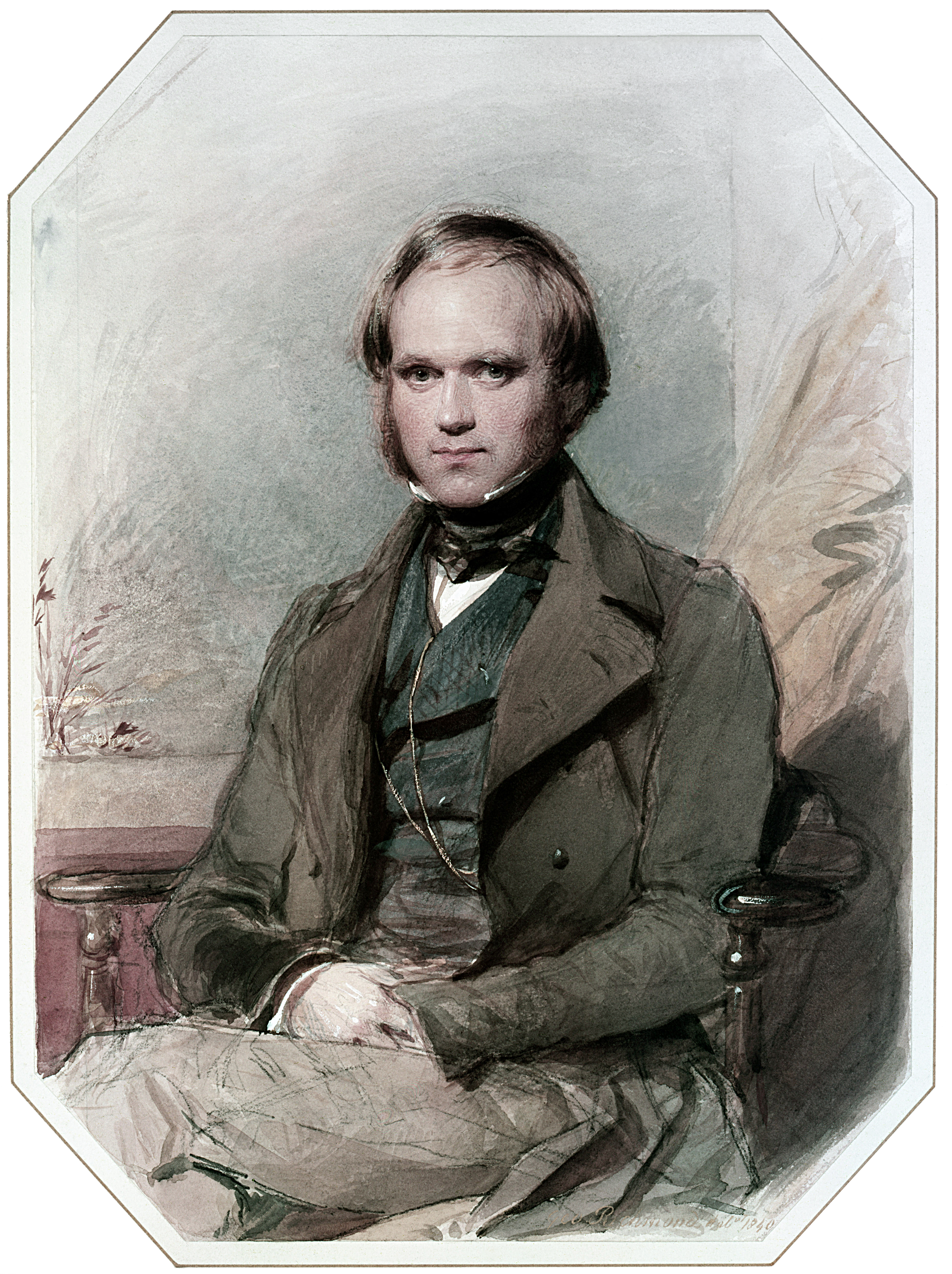
Charles Darwin

- Charles Babbage mérnök, matematikus
- Robert Clive, India kormányzója
- Charles Darwin biológus
- William Farr orvos
- Joe Hart labdarúgó
- Rowland Hill tábornok
- Wilfred Owen költő
- Edith Pargeter író
- Barbara Pym író
- Roy Wood zenész
- Billy Wright labdarúgó
- William Wycherley drámaíró

## Látnivalók

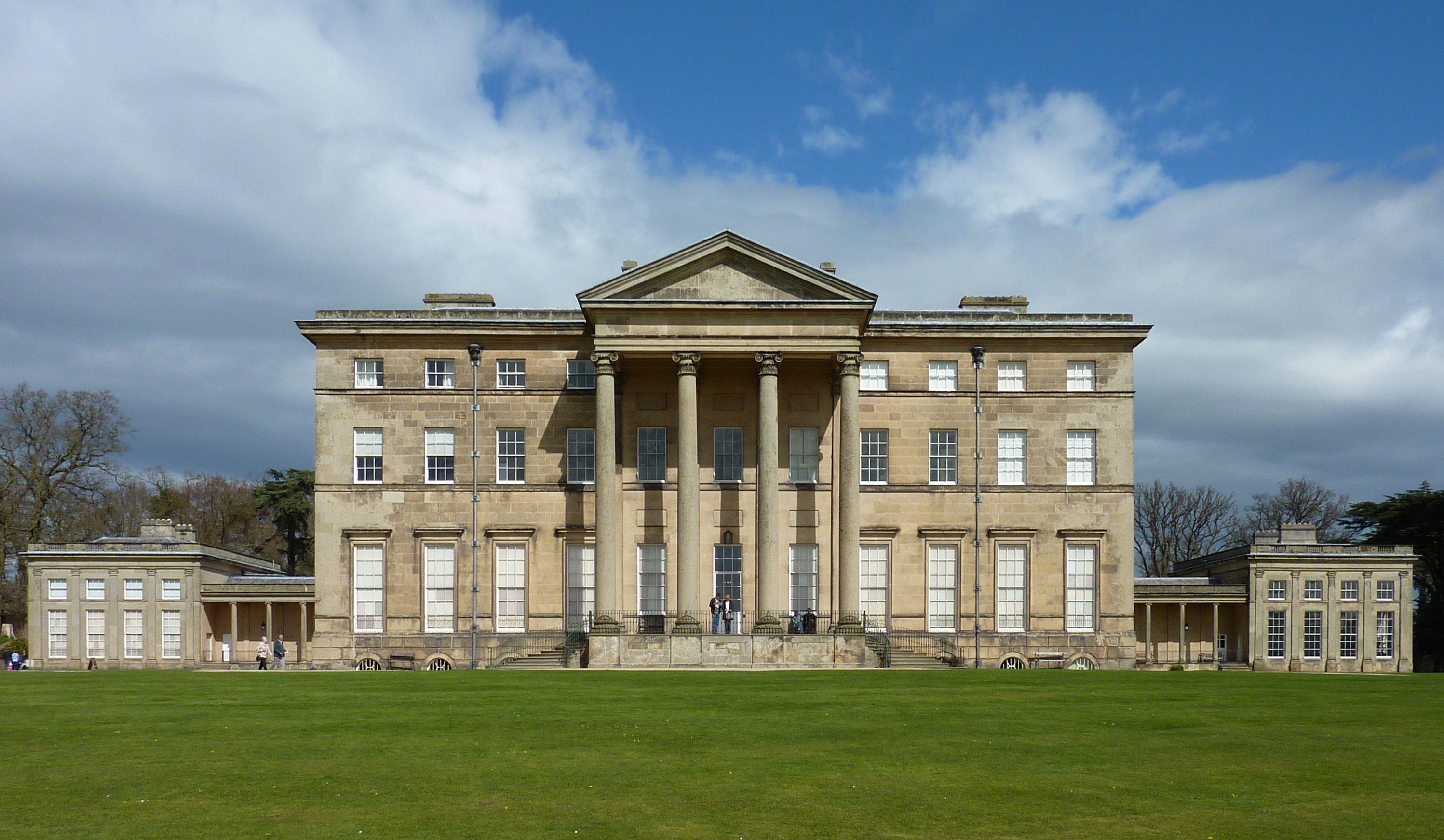
Attingham Park
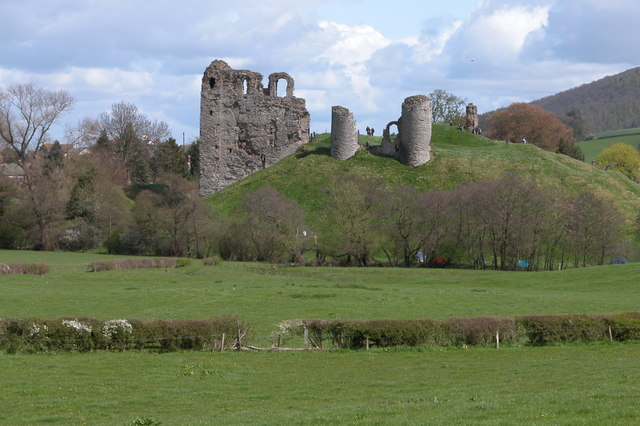
Clun várromja
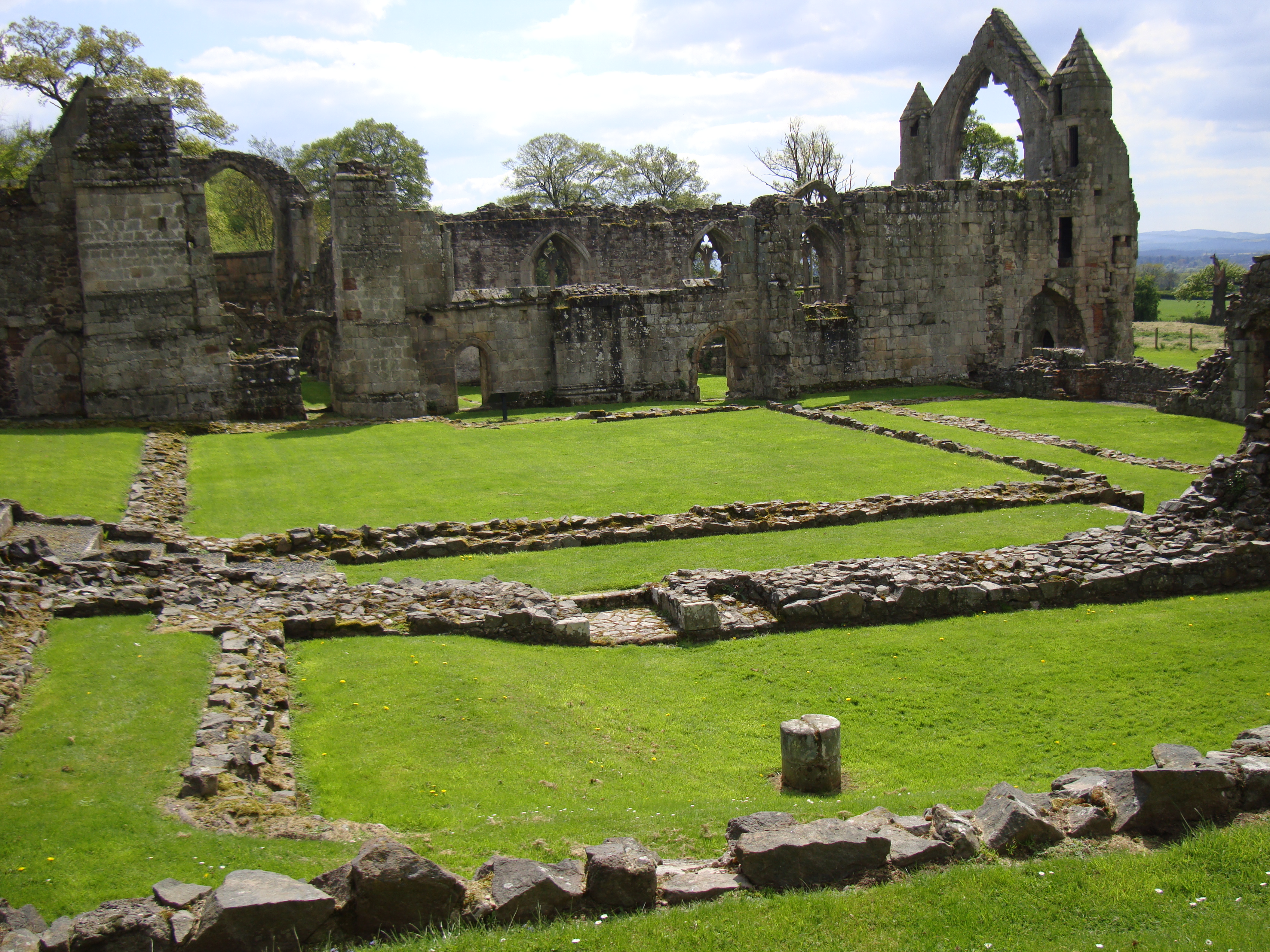
Haughmond apátságának romjai
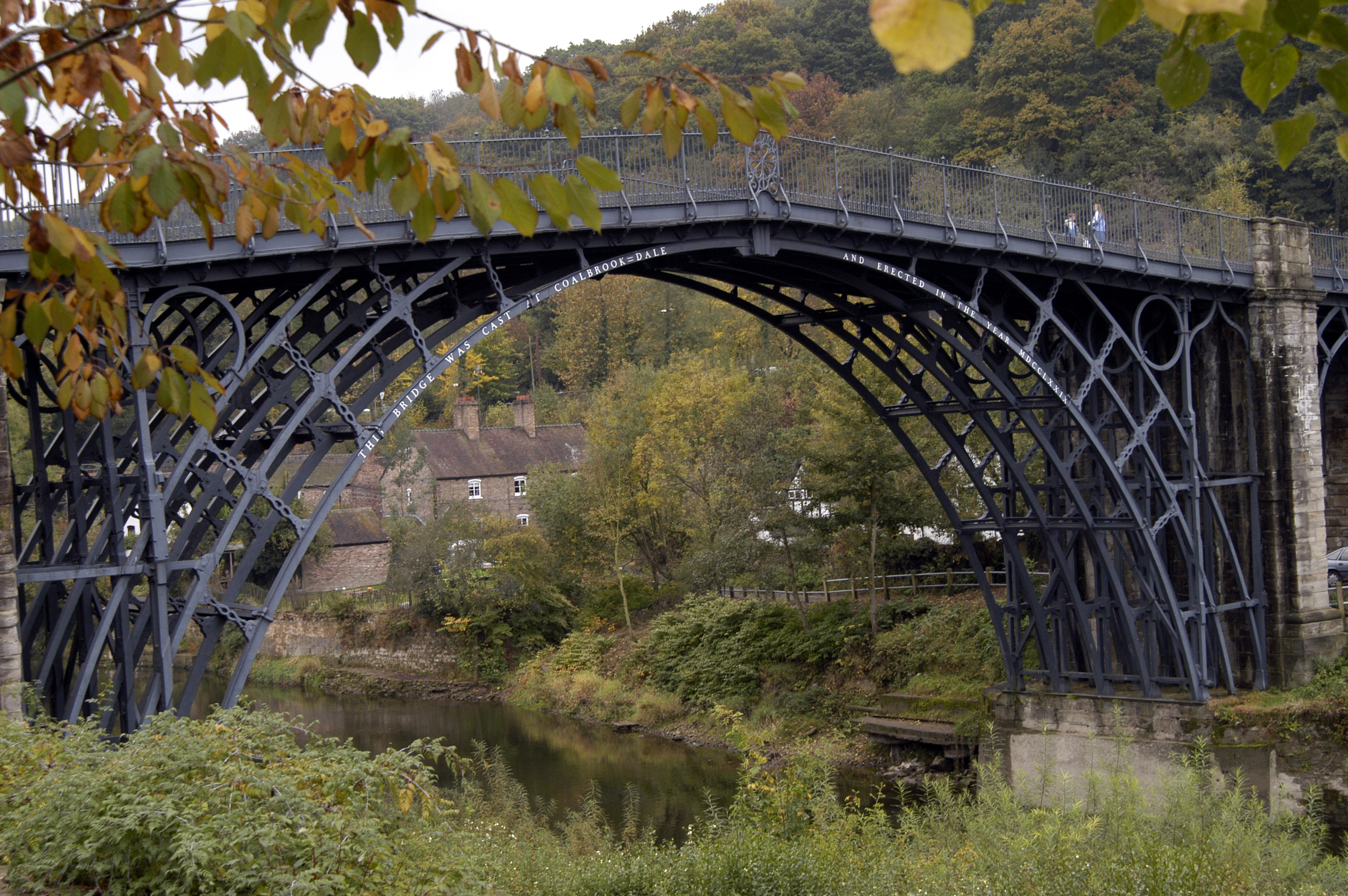
Iron Bridge
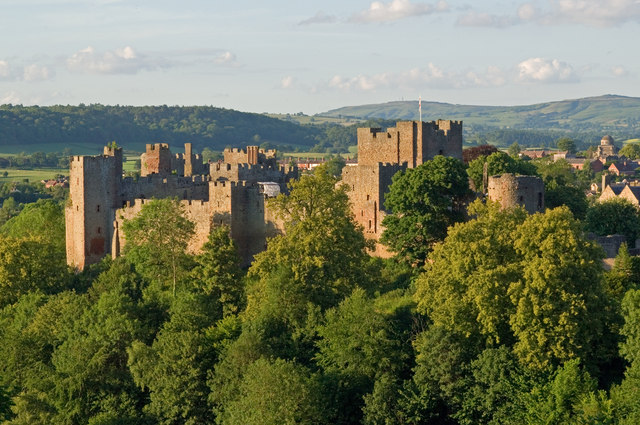
Ludlow vára
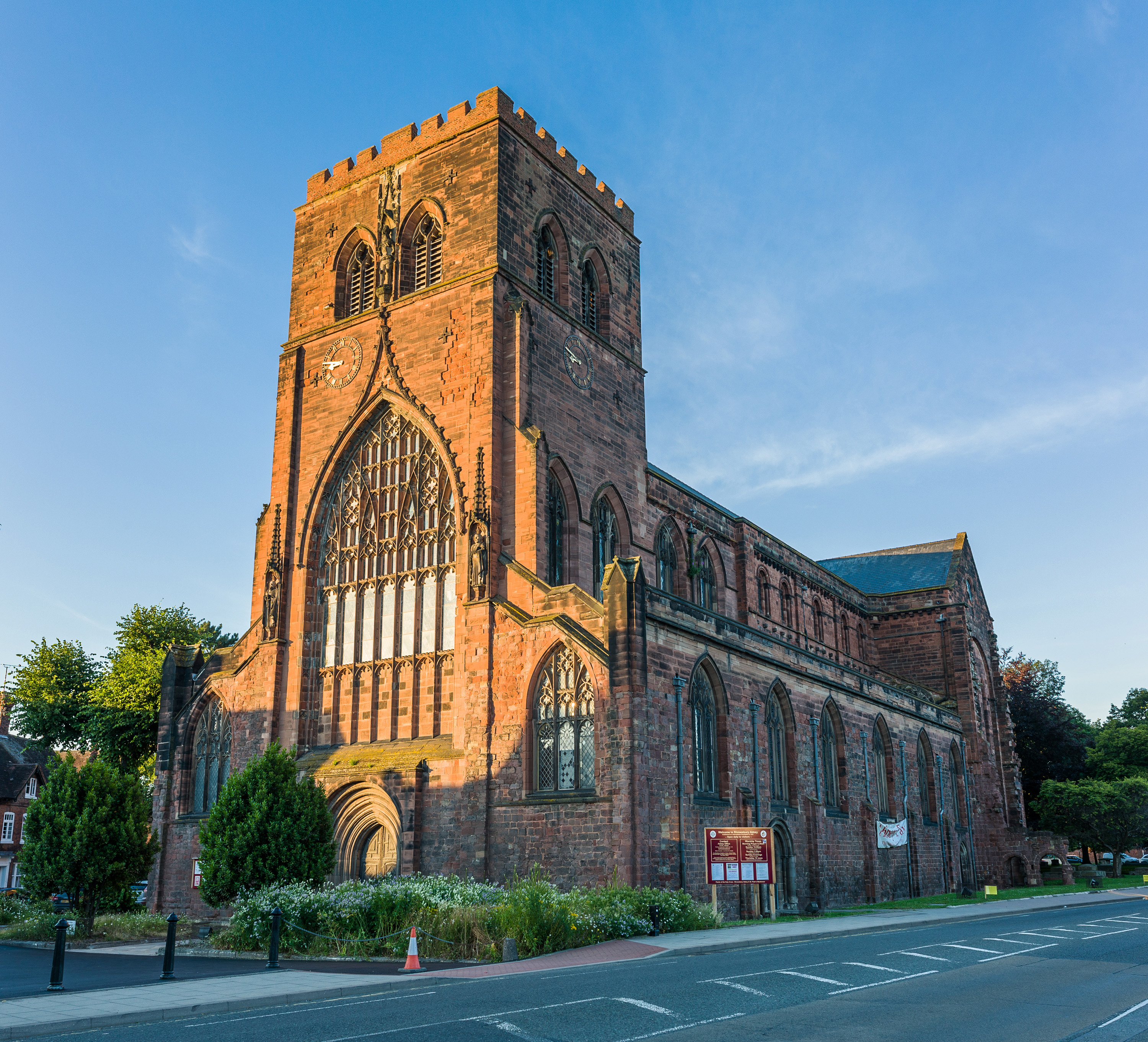
Shrewsbury apátság
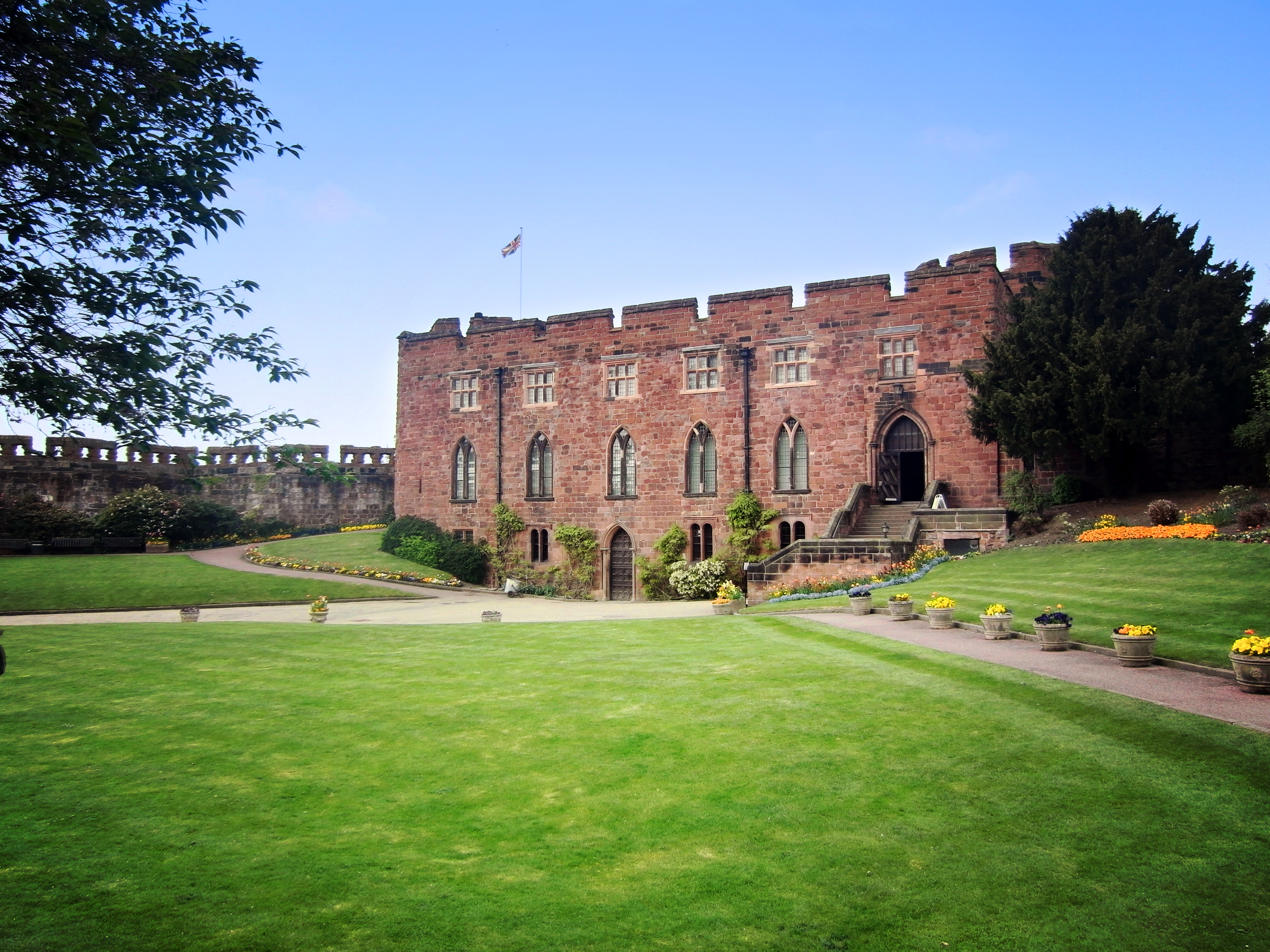
Shrewsbury vára
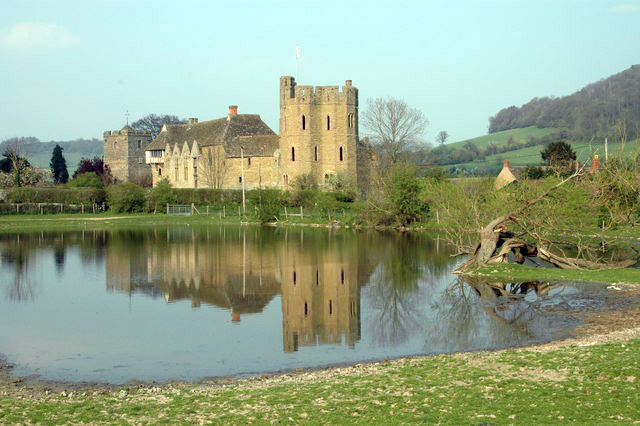
Stokesay vára

## Fordítás
- Ez a szócikk részben vagy egészben  a   Shropshire című angol Wikipédia-szócikk ezen változatának fordításán alapul.  Az eredeti cikk szerkesztőit annak laptörténete sorolja fel. Ez a jelzés csupán a megfogalmazás eredetét és a szerzői jogokat jelzi, nem szolgál a cikkben szereplő információk forrásmegjelöléseként.